# O.C.
Omar Credle (nacido en 1972 en Brooklyn, Nueva York), más conocido como O.C., es un rapero estadounidense que ha estado involucrado en varios grupos underground de hip-hop, además de publicar varios discos en solitario.
Credle nació en Brooklyn y creció en el barrio de Bushwick. En 1991, hizo su debut discográfico en el tema de Organized Konfusion (grupo de Pharoahe Monch, amigo de la infancia de Omar) Fudge Pudge, y un año más tarde apareció en un remix de Back to the Grill, de MC Serch (donde también aparecía un joven Nasty Nas). Para 1994 había firmado con Wild Pitch Records, y graba el clásico Word...Life, donde venía su canción más conocida, Time's Up. El álbum fue un éxito absoluto de crítica y permanece hoy día en la mente de los amantes de la época dorada del hip-hop. También aparece ese año en el segundo disco de Organized Konfusion, Stress: The Extinction Agenda, en el tema Let's Organize, donde también aparece Q-Tip, de A Tribe Called Quest.
En 1997 O.C. firma con Pay Day Records, donde graba su segundo álbum, Jewelz — otro álbum elogiado por la crítica que mantuvo a O.C. en la dirección correcta; en él colaboraban DJ Premier, Da Beatminerz y Freddie Foxxx, además de otros ya habituales como Buckwild u Organized Konfusion. O.C. también se había unido al colectivo conocido como Diggin' in The Crates (D.I.T.C.), junto con leyendas como Lord Finesse, Showbiz & A.G., Fat Joe, Diamond D, Buckwild y Big L. En 2000 publican un disco como grupo, llamado también D.I.T.C. (Tommy Boy Records); O.C. rapeaba en la mayoría de los temas.
La publicación en 2001 de Bon Appetit fue recibida con peores críticas; las peores acusaban a O.C. de haberse vendido y presentar un sonido mucho más comercial. Esto fue así a pesar de que el disco fue producido casi en su totalidad por Buckwild, con algún tema de Lord Finesse y Ahmed (una fórmula muy parecida a la de Word...Life). Después de esto OC desapareció de la escena hasta 2005, cuando publicó su cuarto álbum con Grit Records, Starchild, que fue una edición limitada sólo para Europa y Japón, y fue muy bien recibida. Ese mismo año firma con Hieroglyphics Imperium Recordings y se une al productor del Bronx Mike Loe, con el que lanza Smoke and Mirrors.
O.C. también es conocido por su participación en la banda sonora de Clockers como parte de los Crooklyn Dodgers, junto con los MCs Chubb Rock y Jeru the Damaja, en la producción ya clásica de DJ Premier Return of the Crooklyn Dodgers. Es, sin embargo, la única vez que el grupo se ha unido para grabar un tema.

## Discografía

### Álbumes

#### En solitario
- 1994 - Word...Life
- 1997 - Jewelz
- 2001 - Bon Appetit
- 2005 - Starchild
- 2005 - Smoke And Mirrors

#### Con D.I.T.C.
- 2000 - D.I.T.C.

### Singles
- 1994: "Born to Live"
- 1994: "Time's Up"
- 1997: "My World"
- 1997: "Far from Yours"
- 1997: "Can't Go Wrong"
- 1997: "Dangerous"

- Datos: Q629402